# آسیاب‌آبی جاجرم
آسیاب آبی جاجرم مربوط به دوره پهلوی اول است و در شهرستان جاجرم، بخش مرکزی، شهر گرمه جاجرم واقع شده و این اثر در تاریخ ۲۸ اسفند ۱۳۸۵ با شمارهٔ ثبت ۱۸۷۳۳ به‌عنوان یکی از آثار ملی ایران به ثبت رسیده است.
آسیاب آبی جاجرم مربوط به دوره پهلوی اول است و در شهرستان جاجرم، بخش مرکزی، شهر جاجرم واقع شده و این اثر در تاریخ ۲۸ اسفند ۱۳۸۵ با شمارهٔ ثبت ۱۸۷۳۳ به‌عنوان یکی از آثار ملی ایران به ثبت رسیده است.[۱]